# Rivas (Rodan-Alpy)

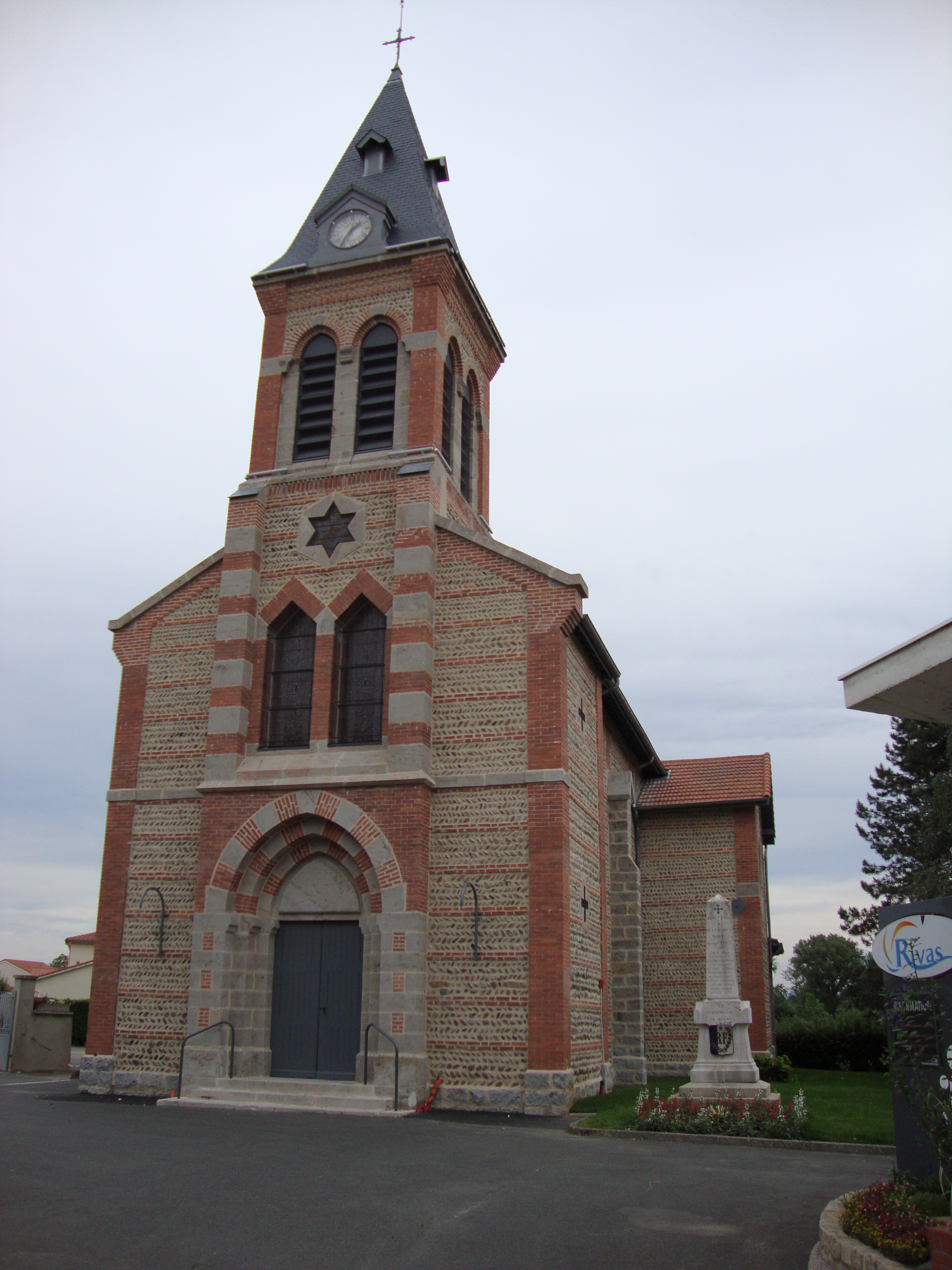
Kościół w Rivas, 2010

Rivas – miejscowość i gmina we Francji, w regionie Owernia-Rodan-Alpy, w departamencie Loara.
Według danych na rok 1990 gminę zamieszkiwało 397 osób, a gęstość zaludnienia wynosiła 86 osób/km² (wśród 2880 gmin regionu Rodan-Alpy Rivas plasuje się na 1236. miejscu pod względem liczby ludności, natomiast pod względem powierzchni na miejscu 1546.).